# Étretat
Étretat è un comune francese di 1 535 abitanti situato nel dipartimento della Senna Marittima, nella regione della Normandia, ed affacciato sul Canale della Manica. È una delle principali località della Costa d'Alabastro.

## Storia
Sorta come un modesto villaggio di pescatori, la località oggi è una delle stazioni balneari più rinomate della nazione per la bellezza delle spiagge ghiaiose, ma soprattutto per le sue falesie naturali di calcare a picco sul mare, che includono un famoso arco naturale. Queste scogliere, insieme alle spiagge frequentate da villeggianti, hanno attratto molti artisti, tra cui i pittori Eugène Boudin, Gustave Courbet e Claude Monet che le hanno immortalate, ma anche scrittori come Maurice Leblanc (che vi ha ambientato un racconto del suo personaggio più famoso, Arsenio Lupin), Gustave Flaubert e Guy de Maupassant. Étretat ha inoltre dato i natali a Élie Halévy (1870-1937), filosofo e storico.

## Società

### Evoluzione demografica
Abitanti censiti

## Galleria d'immagini

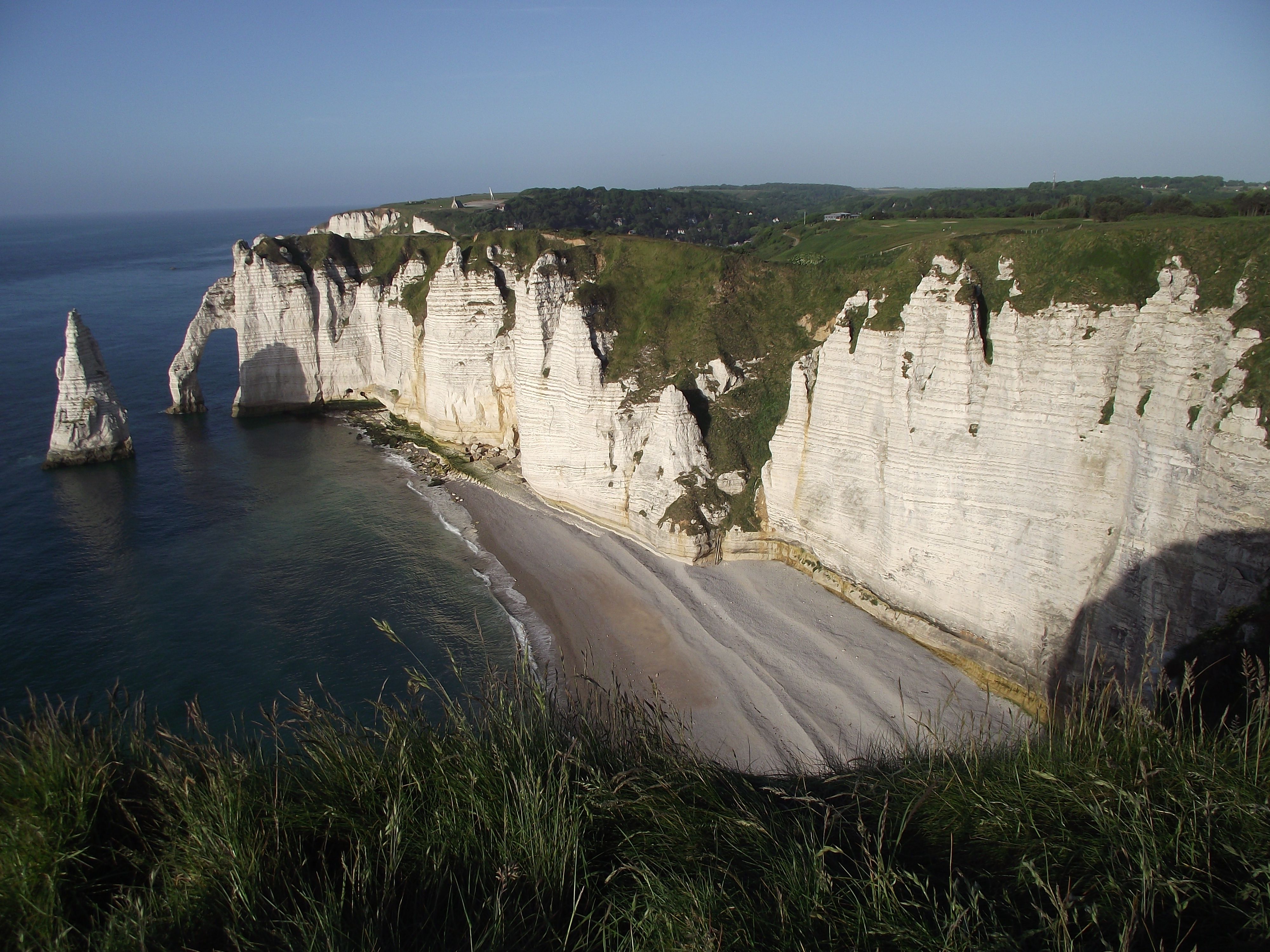
Le falesie con l'arco naturale della Porte d'Aval.
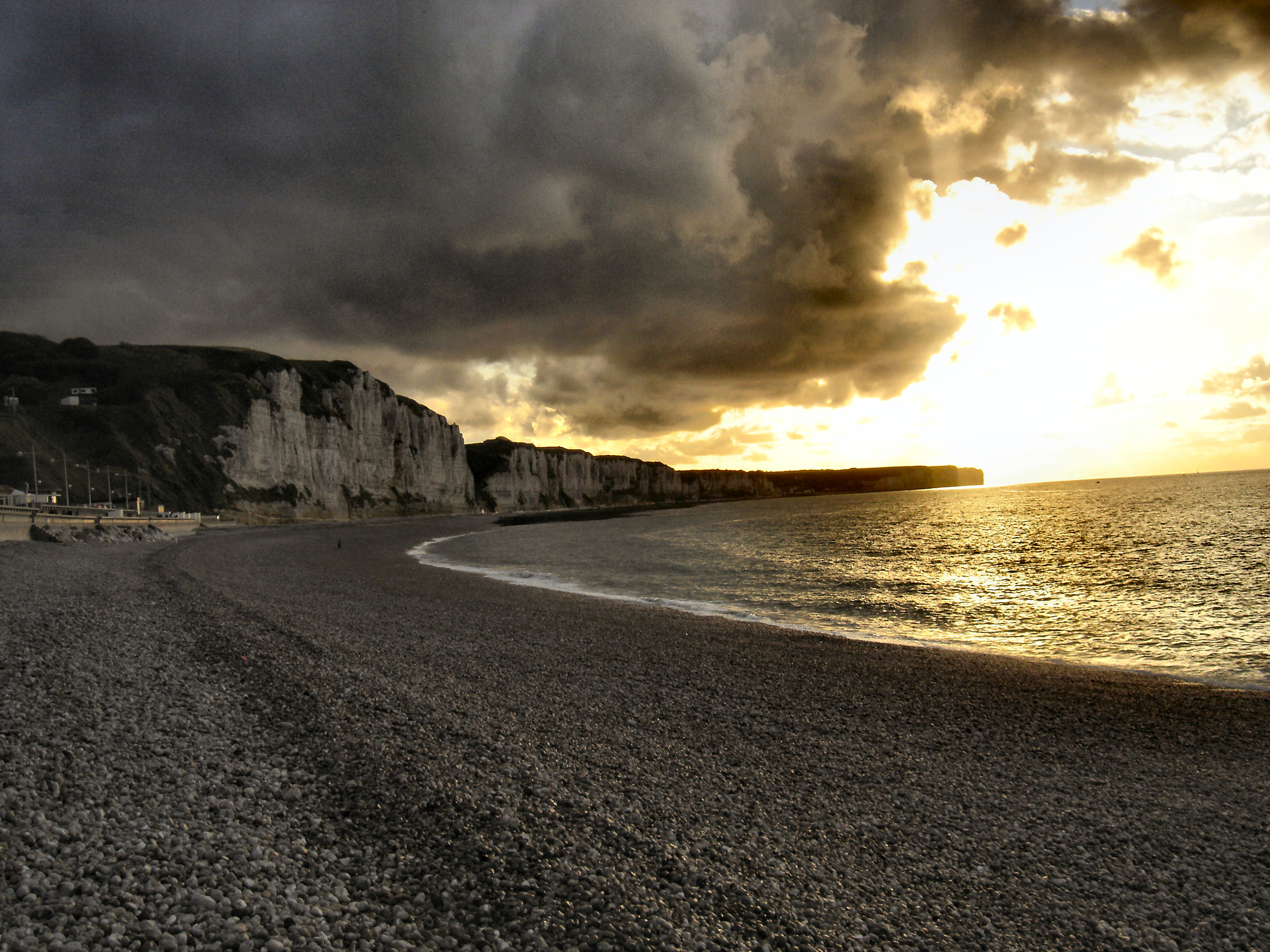
La spiaggia
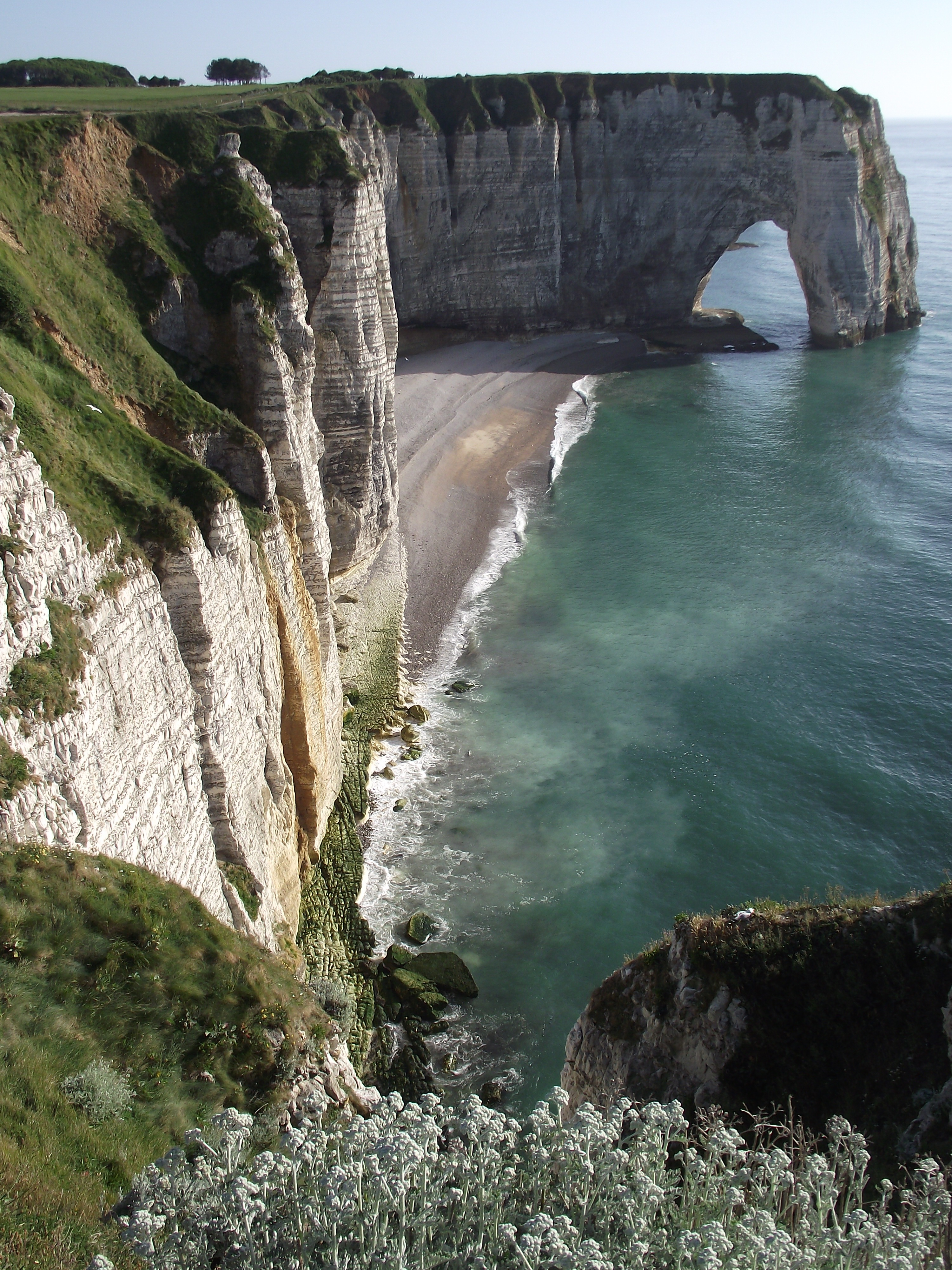
Le falesie con l'arco naturale della Manneporte.